# Amylocorticiales
Amylocorticiales is een botanische naam voor een orde van paddenstoelen. Het bevat alleen de familie Amylocorticiaceae.